# Santa Branca
Santa Branca is een gemeente in de Braziliaanse deelstaat São Paulo. De gemeente telt 13.881 inwoners (schatting 2009).

## Aangrenzende gemeenten
De gemeente grenst aan Guararema, Jacareí, Jambeiro, Paraibuna en Salesópolis.